# Pfarrkirche Lassee

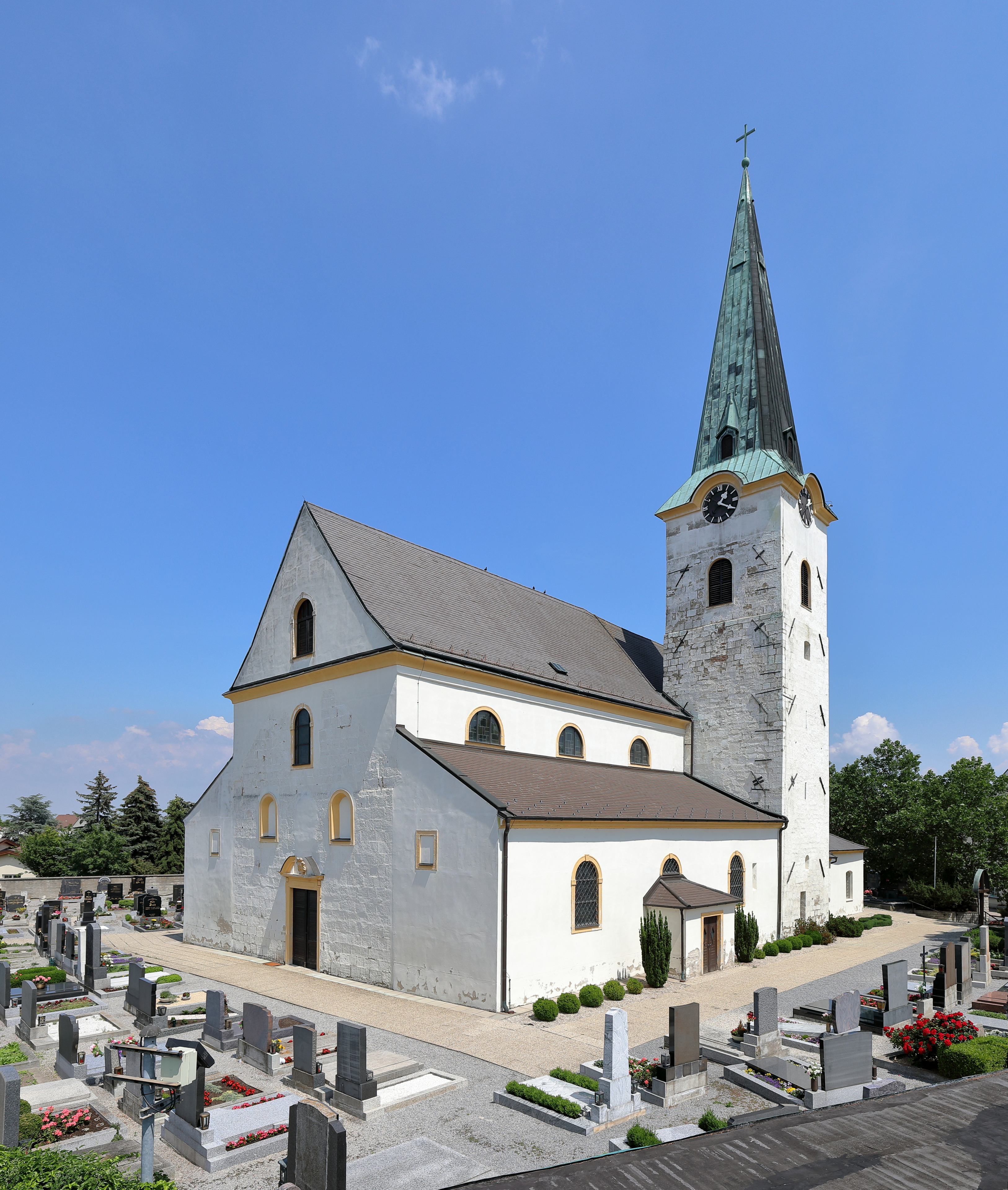
Katholische Pfarrkirche hl. Martin in Lassee

Die Pfarrkirche Lassee steht in der Ortsmitte in der Marktgemeinde Lassee im Bezirk Gänserndorf in Niederösterreich. Die dem Patrozinium hl. Martin von Tours unterstellte römisch-katholische Pfarrkirche – dem Stift Melk inkorporiert – gehört zum Dekanat Gänserndorf im Vikariat Unter dem Manhartsberg der Erzdiözese Wien. Die Kirche steht unter Denkmalschutz (Listeneintrag).

## Geschichte
Eine dem Stift Melk inkorporierte Pfarre bestand vor 1189. Um die Kirche bestand ein ehemaliger Kirchhof aus 1497, welcher ursprünglich von einem doppelten Wall und einer wehrhaften Nischenmauer mit Schießscharten umgeben war, im Norden sind Reste erhalten. 1663 wurde der Kirchhof noch als Fluchtort genannt. 1706 entstanden durch die Kuruzzeneinfälle schwere Schäden.
Der ursprünglich einschiffige romanische Quaderbau aus dem 13. Jahrhundert wurde im 14. Jahrhundert zur dreischiffigen Basilika erweitert. Von 1695 bis 1698 wurde die Kirche barockisiert, möglicherweise nach Plänen von Jakob Prandtauer.

## Architektur
Die ehemalige Wehrkirche ist ein mächtiger im Kern mittelalterlicher Kirchenbau mit einem hohen Südturm, von einem Friedhof umgeben.
Das Kirchenäußere zeigt ein hohes Langhaus mit wesentlich niedrigeren Seitenschiff. Die strenge Westfront zeigt über einem rechteckigen barocken Steinportal das Melker Stiftwappen mit 1695. Die schlichte Langhausfassadengliederung zeigt sich mit barocken Rundbogenfenstern. Der eingezogene gotische Chor hat kräftige Strebepfeiler mit Wasserschlägen und große vermauerte gotische Spitzbogenfenster. Im Süden steht der viergeschoßige Wehrturm mit romanischem Quadermauerwerk mit Schießscharten in den unteren Geschoßen, über den ehemaligen Glockengeschoß befindet sich ein erhöhtes neues Glockengeschoß, der Turm trägt einen Spitzhelm. Östlich an den Turm anschließend steht die gotische Sakristei, welche barock erweitert wurde. Das barocke Südportal entstand 1695. An der gotischen Sakristeiwand gibt es ein gotisches Sandsteinrelief Christus am Ölberg aus der Mitte des 15. Jahrhunderts, 1979 restauriert.
Das Kircheninnere zeigt ein weites Langhaus mit einem dreijochigen Mittelschiff unter einem Tonnengewölbe mit Stichkappen und Gurten auf flachen Wandpfeilern mit Putzfeldern und einem reich profilierten Gebälk, die niedrigen Seitenschiffe sind kreuzgratgewölbt mit Putzfeldern. Der Triumphbogen ist etwas schmäler. Der leicht erhöhte einjochige Chor hat ein Kreuzrippengewölbe auf hoch angebrachten Maskenkonsolen und zeigt die Schlusssteine Lamm Gottes und Rosette aus der ersten Hälfte des 14. Jahrhunderts.
Die Glasmalereien der Fenster entstanden 1943 und 1951.

## Ausstattung
Der mächtige Hochaltar aus der Mitte des 18. Jahrhunderts fügt sich in die Chorwand ein und zeigt in einem zentralen Baldachin das Altarblatt hl. Martin aus der Mitte des 18. Jahrhunderts flankiert von einem Vorhang gehalten von Engeln, über den Opfergangsportalen stehen die Seitenfiguren der Heiligen Katharina von Siena und Dominikus, im gesprengten Giebel steht die figurale Gruppe Mantelspende des hl. Martin.
Der romanische Taufstein in Kelchform mit einer Tellerbasis und Eckblättern aus dem 13. Jahrhundert trägt einen figuralen Deckel mit der Taufe Christi aus der zweiten Hälfte des 18. Jahrhunderts.
Die Orgel mit 11 Registern baute Gregor Hradetzky 1974. Eine Glocke nennt Andreas Klein 1751.